# Василий (Ивасюк)
Василий Ивасюк (укр. Василь Івасюк) (род.21 января 1960 Дора, Станиславская область)  — епископ УГКЦ, экзарх Одесско-Крымский, четвертый епископ Коломыйско-Черновецкий 2014-2017, первый епископ Коломыйский.

## Биография
Родился 21 января 1960 года в селе Дора. Окончил подпольную духовную семинарию где директором был Василий (Семенюк). Позже продолжил обучение в Вышей духовной семинарии Тернополя и Папском Григорианском университете.
Рукоположен 16 августа 1989 года. с 1990-го года настоятель храма и декан Бережанского деканата УГКЦ.
28 июля 2003 года Папа Иван-Павел назначил Василия Ивасюка первым экзархом Одесско-Крымским.
28 сентября 2003 года получил епископскую хиротонию. С 2013-го года Администратор Коломыйско-Черневицкой епархии, с 2014 года правлящий архиерей. С 2017 года возглавляет Коломыйскую епархию.